# Edmund J. Whalen

Wappen von Edmund J. Whalen

Edmund J. Whalen (* 6. Juli 1958 in Staten Island, New York) ist ein US-amerikanischer Geistlicher und römisch-katholischer Weihbischof in New York.

## Leben
Edmund Whalen trat nach dem Abschluss der Monsignor Farrell High School in das Priesterseminar ein und studierte zunächst von 1976 bis 1980 am Cathedral College in Douglaston, Queens. Als Seminarist des Päpstlichen Nordamerika-Kollegs in Rom setzte er seine Studien bis 1983 an der Päpstlichen Universität Gregoriana fort. Von 1983 bis 1985 studierte er Moraltheologie an der Accademia Alfonsiana, wo er das Lizenziat erwarb. Die Diakonenweihe spendete ihm Kurienerzbischof Jean Jadot am 14. April 1983 im Petersdom für das Erzbistum New York. Das Sakrament der Priesterweihe empfing er am 23. Juni 1984 durch Erzbischof John Joseph O’Connor.
Neben verschiedenen Aufgaben in der Pfarrseelsorge, als Lehrer und Schulleiter war er von 1990 bis 1992 persönlicher Sekretär des Erzbischofs John Joseph Kardinal O’Connor. Nach weiteren Studien an der Accademia Alfonsiana von 1992 bis 1995 wurde er dort zum Dr. theol. promoviert. Von 1995 bis 1998 war er Professor und Subregens am Priesterseminar in Yonkers. Anschließend leitete er bis 2001 das Knabenseminar in der Bronx. Im Januar 2019 wurde er zum Bischofsvikar für den Klerus ernannt.
Am 10. Oktober 2019 ernannte ihn Papst Franziskus zum Titularbischof von Cemerinianus und zum Weihbischof in New York. Der Erzbischof von New York, Timothy Kardinal Dolan, spendete ihm und dem gleichzeitig ernannten Gerardo J. Colacicco am 10. Dezember desselben Jahres die Bischofsweihe. Mitkonsekratoren waren der emeritierte Erzbischof von Hartford, Henry Joseph Mansell, und der emeritierte New Yorker Weihbischof Gerald Thomas Walsh.